# حديد السبخات

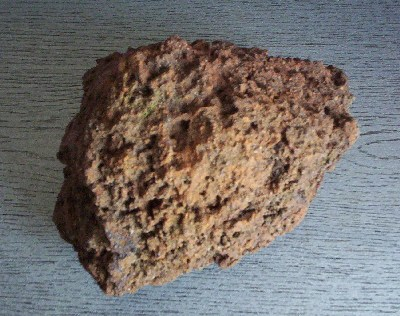
حديد السبخات

حديد السبخات هو شكل غير نقي من توضّعات الحديد الرسوبية التي تنشأ بشكل رئيسي في السبخات والرخاخ والمستنقعات من عمليات الأكسدة الكيميائية أو الحيوية للحديد المنحل. عموماً فإن خام حديد السبخات يتألف بشكل أساسي من أكسيد هيدروكسيد الحديد الثلاثي الموجود أيضاً في معدن الغوتيت.
يمتلك حديد السبخات مثل باقي أكاسيد الحديد الهيدروكسيدية نزعةً وميلاً تجاه الفلزات الثقيلة السامة؛ وتجعل هذه السمة، بالإضافة سمات أخرى مثل البنية المسامية ومساحة السطح النوعية، من حديد السبخات مادة اشتراب طبيعية.